# La vendetta di Gwangi
La vendetta di Gwangi (The Valley of Gwangi) è un film fantastico del 1969, diretto da James O'Connolly.

## Trama
Messico, 1899: Miguel, un mandriano che lavora per una compagnia circense, muore di fronte al fratello Carlos, portando con sé in un sacco un minuscolo cavallo. Gli altri mandriani del circo, Champ, Tuck Kirby, Carlos, la bella T.J., il bambino Lope e il paleontologo inglese Horace Bromley si dirigono nella valle perduta, luogo di ritrovamento dell'animaletto, e si ritrovano davanti degli animali preistorici viventi come dinosauri e pterosauri. I protagonisti, con il loro "lazo", riescono a catturare un feroce allosauro chiamato Gwangi e lo trasportano in una vicina cittadina, dove lo esibiscono al rodeo. Il mostro viene però liberato da un gruppo di zingari superstiziosi e, dopo aver lottato contro un elefante del circo e averlo ucciso, si dirige nel centro della città, seminando panico e vittime fra i cittadini. Gwangi entra dentro la cattedrale e Tuck, T.J. e Lope riescono a trattenerlo al suo interno grazie al suono dell'organo a canne, che assorda il dinosauro. In seguito viene appiccato un incendio che distrugge la cattedrale e Gwangi, spaventato e bloccato dalle fiamme, viene seppellito dalle macerie. All’esterno Tuck, T.J., Lope, con il viso in lacrime, e il resto della folla non possono fare altro che guardare la straziante scena consumarsi.

## Produzione
All'epoca Gwangi fu paragonato al film King Kong del 1933, per gli effetti speciali realizzati con la stessa tecnica della stop-motion, il primo da Ray Harryhausen e il secondo da Willis O'Brien, suo maestro nelle tecniche degli effetti speciali. Questo difficile procedimento d'animazione fu praticato solo da altri due specialisti, George Pal e Jim Danford.
La produzione di Gwangi incominciò nel 1942 per opera di O'Brien, subito dopo la produzione di King Kong, senza mai riuscire a terminarla. Gwangi, nella programmazione originale, avrebbe dovuto essere un gigantesco scorpione ma in seguito le scene furono girate con un gigantesco gorilla. O'Brien nel 1946 girò un altro film sui mostri, Il re dell'Africa, utilizzando parte del materiale girato per Gwangi come la spettacolare sequenza della cattura del gorilla e Gwangi fu messo da parte. La vendita dei diritti di Gwangi passò di mano in mano a diverse case produttrici, così O'Brien per realizzare la sua idea originale diresse Lo scorpione nero (distribuito nel 1957), dove si vede un enorme scorpione attaccare un treno diretto e seminare morte e distruzione fra la popolazione di Città del Messico. Nel frattempo, nel 1956, un'altra casa produttrice realizzava la stessa storia di dinosauri e cowboy, in un film intitolato La valle dei disperati (The Beast from the Hollow Mountain).
Nel 1968 Harryhausen realizzò finalmente il progetto per Gwangi del suo maestro O'Brien: un capolavoro che all'epoca fu accolto con indifferenza perché -  passati 25 anni dall'idea originale - ormai era uscito 2001: Odissea nello spazio e il gusto era cambiato.